# Mahsa Vahdat
Mahsa Vahdat est une artiste et chanteuse iranienne, née en 1973 à Téhéran, Iran.
Après un apprentissage du piano, elle apprend le chant traditionnel persan auprès de Pari Maleki, elle étudie aussi avec Ramin Kakavand puis avec Masoud Shoari. En 1993, elle entre à l'université de Téhéran et obtient un diplôme de la faculté de musique où elle est formée par Sharif Lotfi, Ahmad Pejman, Hooshang Zarif, Behnam Vadani, Abdorreza Sajadi, Hushang Kamkar, et Mohammad Reza Darvishi.
Cependant elle ne peut se produire librement en Iran, puisque depuis 1979, l'ayatollah Khomeini a décrété que les femmes n'ont plus le droit de chanter en solo en public, sauf s'il est exclusivement féminin. Elles peuvent seulement participer à des chœurs ou chanter en duo avec un homme « à condition que la voix masculine reste plus présente ».
Elle est mariée avec un musicien iranien Atabak Elyasi qui est aussi son plus fidèle soutien. Elle enseigne en privé son art à une vingtaine de femmes.
En mai 2007, elle s'est produite sur la scène de la Cité de la musique à Paris dans le cadre de la troisième biennale d'Art vocal Femmes d'Orient.

## Discographie
- Richéhâdar Khak (Les Racines dans la terre) avec Pejman Tahéri, son seul album produit en Iran dans lequel les voix se croisent plus qu'elles ne s'accompagnent.
- Plusieurs albums avec son mari dont un nouveau disque sur des mélodies de Atabak Elyasi serait en préparation mais ne pourra pas être publié en Iran. Elle a aussi publié avec sa sœur Marjan Vahdat.

- Elle a aussi participé avec d'autres artistes sur quelques disques, dont : Christophe Rezai, Masoud Shoari, Erik Hillestad, Fardin Khalatbari, Karan Homayoonfar et Peyman Yazdanian.